# 文代爾 (明尼蘇達州)
文代爾（英語：Verndale）是一個位於美國明尼蘇達州沃迪納縣的城市。

## 歷史
文代爾得名自一早期定居者的孫女維尼·史密斯（Vernie Smith）。文代爾的郵局自1878年營運至今。

## 人口
根據2020年美國人口普查的數據，文代爾的面積為2.67平方千米，皆為陸地。當地共有人口511人，而人口密度為每平方千米191人。